# Добрила Стојнић
Добрила Стојнић (Београд, 28. јануар 1948) српска је филмска глумица.

## Биографија
Добрила је активна од 1968. године.

## Каријера
Добрила званично улази у свет глуме 1968. године. Публици ће остати у памћењу по улози Биљане, Биљке у серији Грлом у јагоде, а баш ова улога сматра се најважнијом у њеној каријери. Остварила је двадесетак улога у домаћим филмовима и серијама, а најуспешнији филмови у којима је глумила су: Грлом у јагоде, Љубавни живот Будимира Трајковића, Бела кошуља, Павле Павловић и многе друге.

## Филмографија
| Год.         | Назив                                       | Улога                 |
| ------------ | ------------------------------------------- | --------------------- |
| 1968.        | Сајам на свој начин                         |                       |
| 1968.        | Младићи и девојке 1                         |                       |
| 1968.        | Невероватни цилиндер Њ. В. краља Кристијана |                       |
| 1968.        | Стравиња                                    |                       |
| 1968.        | Максим нашег доба                           |                       |
| 1970.        | Дан који треба да остане у лепој успомени   |                       |
| 1971.        | Од сваког кога сам волела                   |                       |
| 1971.        | Недостаје ми Соња Хени                      |                       |
| 1972.        | Купање (ТВ)                                 |                       |
| 1973.        | Бела кошуља                                 | Јелена                |
| 1973.        | Хотел за птице                              |                       |
| 1973.        | Наше приредбе (ТВ серија)                   |                       |
| 1975.        | Павле Павловић                              |                       |
| 1976.        | Грлом у јагоде                              | Биљана                |
| 1977.        | Љубавни живот Будимира Трајковића           | Босиљка               |
| 1985.        | Јагоде у грлу                               | Биљана                |
| 1988.        | Шпијун на штиклама                          | Евица                 |
| 1996 — 1997. | Горе доле                                   | Жакулина супруга Буба |
| 2005.        | Бергманова соната                           | Ева                   |
| 2012.        | Клип                                        |                       |
| 2012.        | Црна Зорица                                 | Зоричина баба         |
| 2019.        | Балканска међа                              | Горанова ташта        |
| 2018.        | Ургентни центар                             | Сара Мишковић         |
| 2020.        | Прегорео                                    | Бака Рада             |
| 2020 — 2022. | Клан                                        | Старамајка Добрила    |
| 2022.        | Мама и тата се играју рата                  | Драгиња               |
| 2023.        | Јужни ветар: На граници                     | Секретарица           |
| 2023.        | The Machine                                 | Old Lady Villager     |
| 2023.        | Позив                                       | Драгица               |